# Ljiljana Llilli Koci
Ljiljana Llilli Koci (Zemun, 24. svibnja 1967.) je hrvatska fotografkinja, slikarica, kiparica, pjesnikinja te spisateljica,  albanskog porijekla. Počasna je članica Svjetske unije književnika i umjetnika te članica Hrvatskog društva pisaca (HDP).

## Biografija
Ljiljana Llilli Koci rođena je 24. svibnja 1967. godine u Zemunu u albanskoj obitelji, dinastiji tradicionalnih obrta filigrana i fotografije. U fotografskom studiju svoga oca Rudolfa u Zemunu od najranije dobi, stječe dragocjena iskustva o tajnama fotografskog umijeća. Otac kao mentor potiče njezinu kreativnost i stvaralački duh i ona 1984. završava Školu fotografije za otvaranje vlastitog obrta. Uz obrtničku školu, 1986. završava i Prvu zemunsku gimnaziju, društveno-prirodnih znanosti, odsjek kemije, te na Prirodno-matematičkom fakultetu u Beogradu upisuje studij fizike. U Zagrebu 1995. god. diplomira slikarstvo, vlasnica je multimedijalnog studija do 2005. godine, a 2016. diplomira kiparstvo.
Od 1986. godine izlaže svoje fotografije u Beogradu kao samostalna fotografkinja. Do 1991. godine vodi fotografski studio u Zemunu, zatim se seli u Zagreb, grad svoje majke Karoline, gdje osniva obitelj i postaje majkom dvije kćeri. U Centru za likovni odgoj, 1995. godine u Zagrebu, diplomira slikarstvo. Do 2005. godine vlasnica je fotografskog multimedijalnog studija u Zagrebu, zatim se u potpunosti posvećuje umjetnosti. Nastupa na književnim i pjesničkim festivalima. Završava Master class crtanja kod akademskog slikara profesora Ambroz Orošija. U Centru za likovni odgoj u Zagrebu diplomira kiparstvo kod profesora Leonarda Dokše 2016 godine. 

## Kulturni doprinos
Od 2005. postaje aktivistica i suradnica zajednica Albanaca u Republici Hrvatskoj, gdje uvodi značajne projekte na polju kulturne autonomije Albanaca u RH. Djeluje na polju kulture u UNIJI Albanaca u Republici Hrvatskoj. Suosnivačica je "Udruge albanskih žena grada Zagreba –Drita", od 2007. do 2013. je dopredsjednica. Kao organizator uvodi inovativne tematske projekte na polju znanosti, umjetnosti i kulture, kao što su: "Uloga albanske žene u Kanunu Leke Dukađinija", "Albanska žena u umjetnosti i znanosti", "Albanska žena u medicini", "Položaj albanske žene u suvremenom društvu",  te organizira koncerte ozbiljne glazbe te albanske starogradske pjesme s albanskim izvođačima. Autorica je mnogih tekstova na internetskim portalima, i vanjska dopisnica kulturnih aktivnosti albanaca u Republici Hrvatskoj u najčitanijim dnevnim časopisima Kosova i Albanije u kolumnama "Dani albanske kulture u Zagrebu". Od 2015. – 2019. dopredsjednica je Zajednice albanaca grada Zagreba i zagrebačke županije.
Od 2014. glavni je tajnik Hrvatsko-albanskog društva prijateljstva gdje je inicijator dodjele imena ulice i trga Gjergj Kastrioti Skenderbeg i imena trga: Majka Tereza - Agnes Gonxha Bojaxhiu.
Na lokalnim izborima u Zagrebu, dobiva mandat za članicu Vijeća albanske nacionalne manjine grada Zagreba 2011., te joj se ukazuje povjerenje još naredna dva mandata, te i danas djeluje u projektima poticaja mladih albanskih umjetnika, etnografske izložbe albanskih narodnih nošnji, medijalne večeri albanske poezije i drugo.   
Od 2014. predsjednica je Društva albanskih umjetnika Hrvatske "Dea". Glavna je urednica naklade "Biblioteka DEA". Prevela je s albanskog na hrvatski jezik značajnu knjigu "Istaknute albanske žene" autorice Edi Shukriu (2017.) Multimedijalna je autorica u kazališnom spektaklu "Večer albanske poezije" (Zagreb, 2013). Uvodi nove projekte: "Skenderbeg u hrvatskoj književnosti", "Bogatstvo različitosti"," Kulturna raznolikost", "Festival kosovskog filma" i dr.
Od 2012. članica je uredništva Gornjogradskog književnog festivala, međunarodnog festivala koji organiziraju pisci za pisce. 2016.god 4.Gornjogradski književni festival osniva Odbor (Ljiljana Koci, Marijan Grakalić, Boris Perić) koji je ustanovio književnu nagrada za urbanu književnost "Zvonimir Milčec".  
Stalna je suradnica Balkanskog književnog glasnika.
Od 2005. sudjelovala je na nekoliko značajnih međunarodnih simpozija i konferencija: "Prva konferencija albanske dijaspore Svijeta" (Italija, Rimini),  "Regionalni lobi žena za mir, sigurnost i pravdu u Jugoistočnoj Europi", "Žene u izgradnji mira: pristupanje pravosuđu za žene u post konfliktnim zemljama" (Zagreb, 2012); a na "Prvoj konferenciji kulturne mreže Jugoistočne Europe", održala je temu "Umjetnost kao prepoznavanje većine i manjine" (Zagreb, 2014).Od 2016. sudjeluje u međunarodnom projektu koji organiziraju pjesnici "Stop govoru mržnje nad ženama".  
U sklopu "Balkanskog književnog glasnika", u međunarodnom projektu za mlade, pod pokroviteljstvom EU, UN, UNICEF, UNESCO i PBF, "Pisci za budućnost", izabrana je za nadzornicu Komisije za dodjeljivanje književnih nagrada (2015).
Nastupala je kao gošća u mnogobrojnim televizijskim i radio emisijama u Hrvatskoj i inozemstvu. HRT je snimio portret-reportažu o njezinom značajnom kulturnom, društvenom i humanom doprinosu na mnogim poljima te o njezinom stvaralaštvu pod nazivom njezine životne krilatice: Ljiljana Llilli Koci "Imaš samo jedan život" (HRT,2011). 

## Umjetnički rad
Od 1994. autorica je mnogobrojnih plakata i naslovnica knjiga. Dizajnerica je nakita plemenitih kovina. Sudjeluje u likovnim kolonijama u zemlji i inozemstvu. Piše i publicira prozu i poeziju. Nastupa kao pjesnikinja i pisac na mnogim festivalima i zastupljena je u međunarodnim antologijama suvremene književnosti. Realizirala je multimediju za dvije kazališne predstave: "Mladosti reci to pjesmom" i "Želim nalikovati orlu". Značajne izložbe u likovnoj i medijalnoj umjetnosti su joj: "Moj svijet" (2011), "Žena" (2012), "Fotografskim okom i slikarskim kistom" (2013), "Misterij žene" (2013), "Labirinti" (2014), "Misao me oblikuje" (2015), "Moje Ja"( 2016), " Mentalni sklop" (2019.). 

Njezina slika "Intelligence" iz ciklusa "Misterij žene", ulje na platnu, dobila je od Umjetničkog instituta u Španjolskoj specijalnu nagradu (2014). Likovni kritičar Stanko Špoljarić karakterizirao je njezin likovni izričaj kao "fovizam", a Mladen Medar, kustos i ravnatelj Gradskog muzeja u Bjelovaru, usporedio je Llilli Koci kao:

## Nagrade i priznanja
– Priznanje za međunarodnu kulturnu suradnju i osobni doprinos kroz književnost, znanost i kulturu UN kroz implementaciju razvojnih programa UNDP, UNICEF i UNESCO – Balkansko književno društvo 2015.
– Titula: „Vicešampion Europske poezije“ – World poets assosation 2020. 
– Nagrada za doprinos svjetskom mirovnom aktivizmu u književnosti – Indo Universe Voice of poetry 2020.
– Imenovana je 2020. godine od strane svjetske organizacije književnosti i umjetnosti - World poets assosation 2020. za predsjednicu podružnice za Hrvatsku.

## Književnost
U zbornicima:
- * Gornjogradski književni festival: "Okom fotografa"(2015), "Budi tiho", " Smirujem glad"(2016), Kačaci(2017), Niko joj ne zna žicu kao ja (2018), "Vampirska sonata" (2019)
- Kultura snova : "Kućica za lutke", "Gibson 335" (2019), "Klupa"(2019=
- Milenijska riječ: "Maleni gusari" (2018)
- Europski poetski festival: "Krive su trešnje" (2019)
- Planet POEZIJA: "Dodir" (2018)
- Mesopotamija: "Budiš me"(2019)
- Riječi s Une: "Mjesečev dječak" (2019)
- Vrazova Ljubica: "Nitko joj ne zna žicu kao ja" (2019)

Objavljena književna djela:
- "Isto i drukčije" (2019.) Povijesni roman
- „Izazov - Albert i Scarlett“ (2020.) – Poezija
- "Krive su trešnje" (2020) – Poezija
- "Špica" (2021)- Poezija
- "Cicatrina de Dur" (2021.)- Roman
- "Tradicionalna kuhinja" (2023.)

## Vanjske poveznice
- https://biakova.com/2019/09/14/isto-i-drukcije-llilli-koci/
- Okom fotografa  Arhivirana inačica izvorne stranice od 9. ožujka 2016. (Wayback Machine)
- https://radiogornjigrad.wordpress.com/2014/11/21/ljiljana-koci-arti-si-njohje-e-shumices-dhe-pakices/
- http://radio.hrt.hr/ep/multikultura-0805/112203/%5Bneaktivna+poveznica%5D
- http://fama.com.hr/1-festival-kosovskog-filma-u-hrvatskoj/
- http://www.index.hr/ljubimci/clanak/kulturne-mreze-jugoistocne-europe-u-zagrebu-okupile-niz-kulturalnih-djelatnika-i-aktivista/782579.aspx
- http://www.dunavskamreza.net/CNSEE-PRESS.htm  Arhivirana inačica izvorne stranice od 19. srpnja 2016. (Wayback Machine)
- http://library.foi.hr/m3/kzbirka.asp?N=2455,2456&B=31&rbr=900&gdje=0&K=P&Upit=LACKOVI%C6,%20VINKO  Arhivirana inačica izvorne stranice od 22. prosinca 2016. (Wayback Machine)
- https://vimeo.com/84396007
- http://www.regionalexpress.hr/site/more/pulski-bariton-patrik-andreja-nastupio-u-lisinskom
- http://www.mvinfo.hr/clanak/treci-gornjogradski-knjizevni-festival
- http://library.foi.hr/m3/kzbirka.asp?B=31&rbr=900&gdje=N&g=&sort=4&Upit=misterij%20%9Eene  Arhivirana inačica izvorne stranice od 7. srpnja 2018. (Wayback Machine)
- http://www.vijece-crnogoraca-zagreb.hr/media/11682/katalog-ljiljana-koci.pdf